# Julen Fernández
Julen Fernández Vijandi (5 november 1978) is een Spaans voormalig beroepswielrenner. Hij kwam twee seizoenen uit voor Euskaltel-Euskadi.
Hij werd in 1996 derde op het Spaanse kampioenschap veldrijden voor junioren.

## Belangrijkste overwinningen
2001
- Eindklassement Ronde van Navarra
- 4e etappe Circuito Montañés

## Grote rondes
Geen